# Operation Smiling Buddha
Operation Smiling Buddha war der Codename des ersten Kernwaffentests Indiens.

## Inhalt
Die Atombombe hatte eine Sprengkraft von etwa 8 Kilotonnen TNT-Äquivalent und wurde am 18. Mai 1974 in einer Tiefe von 107 m auf dem Armeegelände bei Pokhran (Rajasthan) in der Wüste Thar zu Testzwecken gezündet.
Bis zur Operation Shakti im Jahr 1998 führte Indien keine weiteren Tests mit atomaren Sprengkörpern durch. Sowohl die Operation Smiling Buddha als auch Shakti fanden am Tag des Vesakhfestes statt.

## Pakistanische Reaktion
Pakistan sah den Test als nicht friedlich an und sagte Gespräche für den 10. Juni über die politische Normalisierung ab. Premier Zulfikar Ali Bhutto sagte im Juni 1974, dass er weder indische Erpressung noch Hegemonie dulden werde. Pakistans führender Nuklearphysiker, Pervez Hoodbhoy, sagte 2011, dass der indische Test die Entwicklung der pakistanischen Atombombe beschleunigt habe.